# Lotfi Dziri

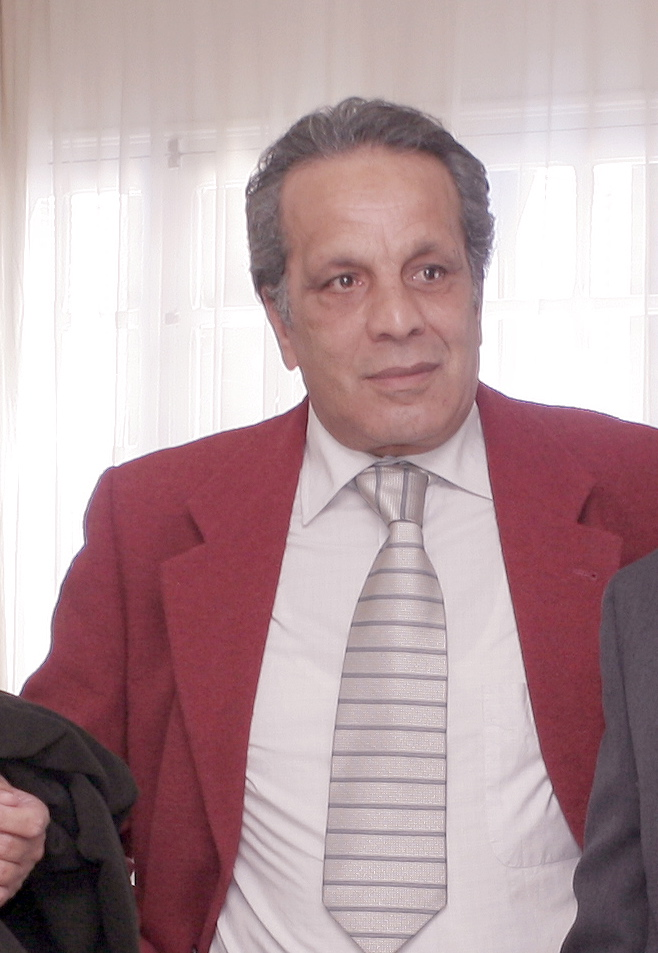
Der Schauspieler Lotfi Dziri bei einer Hochzeitszeremonie

Lotfi Dziri (* 6. Januar 1946 in Karthago (Salammbô); † 5. Mai 2013 in Tunesien) war ein tunesischer Schauspieler, Autor und Theaterregisseur. Er zählte zu den bekanntesten Schauspielern seiner Generation in Tunesien.

## Leben
Geboren in Karthago, verbrachte er seine Kindheit und Jugend mit seiner Gruppe von Freunden zwischen Salammbô und Le Kram in den nördlichen Vororten von Tunis. Schon in jungen Jahren interessierte sich Dziri für Literatur, Film und Theater. Zunächst absolvierte Dziri eine Ausbildung zum Sportlehrer am Hochschulinstitut für Sport und Leibeserziehung Ksar-Saïd in Manouba, welches dem Ministerium für Jugend, Sport und Leibeserziehung und dem Ministerium für Hochschulbildung und wissenschaftliche Forschung untersteht. Die Hochschule ist eine öffentliche Einrichtung, die dem Nationalsport dient.
In den frühen 70er-Jahren des 20. Jahrhunderts verließ Dziri seine Heimat Tunesien und begab sich nach Straßburg, wo er sich sehr bald für Psychologie zu interessieren begann. Seine Ankunft im Theater war auf die Tatsache zurückzuführen, dass er sich entschied, seine Patienten zu behandeln, indem er ihnen Theaterrollen zuwies. Mit seinem ersten Theaterstück Ali parle widmete er sich von 1978 an selber dem Schauspiel. Das Stück befasste sich mit den Propheten der Buchreligionen. Nach seiner Rückkehr in die Heimat begann er 1985 als Verlagslektor für die tunesische Tageszeitung La Presse, unter der Leitung von Mohamed Mahfoud, zu arbeiten. Die Leidenschaft für das Theater gewann jedoch die Oberhand. Er bekam seine erste Rolle als Statist in dem Theaterstück  Der trojanische Krieg findet nicht statt nach Jean Giraudoux, welches in den Antoninus-Pius-Thermen von Karthago aufgeführt wurde. Dziri inszenierte und spielte ein Theaterstück – Ma taallakch (Sans commentaires) – welches mehrere Jahre in Folge als One-Man-Show Erfolge feierte, so auch 1995 im Rahmen des Festivals von Hammamet. Durch diese Erfolge im Theater, wo er Rollen als Monolog spielte, wurde das tunesische Fernsehen auf den Schauspieler aufmerksam und engagierte ihn für mehrere Fernsehserien, die insbesondere im Monat Ramadan ausgestrahlt wurden. Gleichzeitig machte er erste Bekanntschaft mit der Welt des Kinos und war später in einigen Hauptrollen zu sehen.
Am 5. Mai 2013 erreichte die tunesische Öffentlichkeit und Kulturszene die Nachricht, dass der Schauspieler an den Folgen einer schweren Krankheit verstorben sei, nachdem er sich einige Monate zuvor einer chirurgischen Operation unterzogen hatte, wie der tunesische Schauspieler Fethi Haddaoui, von 2011 bis 2014 Direktor des internationalen Kulturzentrums von Hammamet und Freund des Verstorbenen, bestätigte. Eine Hommage an den Schauspieler und Dramatiker fand am  21. Juli 2013 im Palais El Abdellia in La Marsa im Rahmen des Ramadan-Abends „Layeli El Abdellia“ unter Schirmherrschaft des tunesischen Kulturministeriums, im Freien und kostenlos für das tunesische Publikum, statt. Der tunesische Regisseur Ibrahim Letaïf präsentierte zu diesem Anlass eine Montage / Dokumentation über Dziris Film- und Theaterkarriere, unter anderem mit Bildern der Filme Visa und Making of sowie Sequenzen der ersten Show des Künstlers Ma taallakch (Sans commentaires). Eine Fotoausstellung zeichnete die Karriere Dziris, einschließlich seiner Hauptrollen in Kino und Theater, nach. Einer seiner engen Freunde präsentierte die literarische Seite Dziris, indem er dem Publikum dessen Buch Sékôm Sâ (fr: c'est comme ça) vorstellte.

## Karriere

### Schauspieler
Seine erste Rolle auf der großen Kinoleinwand erhielt Dziri 1997 in Kalthoum Bornaz Keswa, Le fil perdu, welche den Startschuss für seine Filmkarriere setzte. Eine seiner bekanntesten Fernsehrollen war die des Doktor Abdallah Souilah in der Fernsehserie Gamret Sidi Mahrous, in Tunesien ausgestrahlt während des Fastenmonat Ramadan 2002, in der Dziri in einer der Hauptrollen zu sehen war, neben Fethi Haddaoui und Hichem Rostom, in einer Nebenrolle. Mit Rostom stand Dziri während seiner Karriere mehrfach gemeinsam vor der Kamera, dazu gehören der Abenteuerfilm  Durch Wüste und Wildnis von Gavin Hood oder der Monumentalfilm  Black Gold, in dem Dziri als Scheich der Bani Sirri mitwirkte. Durch das Fernsehen und seine Rollen in tunesischen Fernsehserien wurde der Schauspieler der breiten Öffentlichkeit bekannt, was es ihm ermöglichte, seine Bekanntheit in der tunesischen Kulturszene voll zu etablieren. In der Fernsehdokumentation Kolosseum: Arena des Todes (Originaltitel: Colosseum: Rome's Arena of Death) aus dem Jahr 2003, einer BBC-Produktion von Tilman Remme, war Dziri als Gladiatorentrainer zu sehen. Die Dokumentation zeichnet den Lebensweg eines einfachen Mannes, der sich vom Sklaven zu einem der berühmtesten Gladiatoren im Kolosseum entwickelt, nach.
Der Kurzfilm Visa, in dem Dziri für Regisseur Letaïf vor der Kamera stand, wurde beim Carthage Film Festival 2004, prämiert. Die tunesische Sitcom Choufli Hal wurde über einige Jahre in den Monaten des Ramadan in Tunesien ausgestrahlt. Dziri gehörte von 2005 bis 2006 der Serie - in der Rolle des Professor Ben Amor - an, die weiter zu seiner Popularität beitrug. Für Making of von Nouri Bouzid, einem mehrfach ausgezeichneten Film, war Drizi neben Lotfi Abdelli in einer der Hauptrollen zu sehen. Diese Rolle, in einem Drama rund um einen tunesischen Breakdancer (Abdelli), der in die Fänge von Fundamentalisten gerät, gehört mit zu Dziris bedeutendsten Rollen. Im Film Le Fil von Mehdi Ben Attia, an der Seite der Schauspielerin Claudia Cardinale, verkörperte Dziri die Rolle des Abdelaziz, dem Vater von Malik (Antonin Stahly). Kurz nacheinander, in der Zeit um 2009, arbeitete Dziri zweimal mit Jean-Marc Barr zusammen. Für La Cité - der Geschichte eines Arztes (Barr) der vor dem Krieg Ende des 19. Jahrhunderts in Afrika fliehen will, sich aber stattdessen in einen anderen Konflikt verstrickt - einem Film von Kim Nguyen, in der Rolle des Georges und für Le Dernier Mirage als böser und heimtückischer Arzt Dr. Rachid. Letzterer Film erschien erst nach Dziris Tod im Kino. Für beide Filme begab sich Dziri für Dreharbeiten in den Süden Tunesiens. Für den Fernsehfilm L’infiltré des italienischen Regisseurs Giacomo Battiato, in dessen Mittelpunkt die Abu-Nidal-Organisation rund um deren Anführer Abu Nidal, einschließlich des Attentats in der Rue des Rosiers in Paris am 9. August 1982 (6 Tote und 22 Verletzte), steht, schlüpfte Dziri in die Rolle des Abu Nizar.
Für den Film Fausse Note konnte Majdi Smiri - ein damals 28-jähriger Regisseur und ursprünglich Tänzer, der zum Kino quasi über Nacht kam, als Regisseur Nouri Bouzid ihn für seinen Film Making of engagierte, und der daraufhin beschloss, Film zu studieren und an der Filmhochschule später Bouzid als Lehrer hatte und von Dziri und Letaïf lernen durfte - Dziri davon überzeugen, mit „einem kleinen Jungen“ zu arbeiten und eine der Hauptrollen zu übernehmen. Der Film feierte beim  1. Tunesischen Filmfestival in Hollywood Premiere. Beim Carthage Film Festival 2014 feierte der Film El Ziara, la lune noire nach Dziris Tod Premiere, Dziri stand dafür in einer seiner letzten Rollen vor der Kamera.

### Autor
1997 erschien über Mai Éditions in Sidi Bou Saïd Dziris Buch Sékôm Sâ mit Geschichten und Kurztexten. Mit seinem Radiogedicht Conte pour l'autre repräsentierte er Frankreich beim Prix Italia im Jahr 1982.

## Filmografie

### Theater
- Ali parle – Inszenierung Lotfi Dziri[16]
- Ma taallakch (Sans commentaires)
- La Diseuse – Inszenierung Ahmed Ferhati und Lotfi Dziri[16]
- La guerre de Troie n'aura pas lieu

### Kino
- 1997: Keswa, Le fil perdu[17]
- 1998: Avril (Kurzfilm)[18]
- 2001: Durch Wüste und Wildnis
- 2003: Le soleil assasiné
- 2003: La Villa[19]
- 2004: Deadlines
- 2005: Visa (Kurzfilm)
- 2005: Making of
- 2006: Bin El Widyene
- 2009: Le fil
- 2010: La Cité
- 2011: Black Gold (Or noir)
- 2012: Fausse Note
- 2012: Le Professeur[20]
- 2013: Denya Ahla (Un vie plus belle) – (Kurzfilm)[21]
- 2014: Le Dernier Mirage
- 2014: El Ziara, la lune noire

### Fernsehen
- 2001: Dhafayer (Fernsehserie)
- 2002: Gamret Sidi Mahrous (Fernsehserie)
- 2003: Douroub Elmouejha (Fernsehserie)
- 2003: Colosseum: Rome's Arena of Death (Dokumentation)
- 2004: Loutil - L'Hôtel (30-teilige Sitcom)
- 2005: Café Jalloul (Fernsehserie)
- 2005: Le voyage de Louisa (Fernsehfilm)[22]
- 2005: Choufli Hal (Fernsehserie)
- 2006: Nwassi w Ateb (Fernsehserie)
- 2007: Le sacre de l'homme (Dokumentation)
- 2010: Dar Lekhlaa (Fernsehserie)
- 2011: L'infiltré (Fernsehfilm)